# Chevrolet 490
El Chevrolet 490 fue un automóvil fabricado para la clase media baja, se produjo desde el año 1915 hasta el año 1922, por Chevrolet Motor Car Company (empresa antecesora de GM), en Estados Unidos.

## Historia
El nombre 490 alude al precio con que salió al mercado, para competir contra el Ford T que costaba $495 (dólares), el Chevrolet 490 costaba $ 490 (dólares).
Fue fabricado con motor de arranque, más barato que los otros modelos de Chevrolet. Era un roadster de una puerta, la potencia del motor era de 17,6 Hp, la caja de cambios era de tres velocidades, las ruedas traseras estaban equipados con frenos de cinta externa.
En el año 1917 se incorporó al modelo dos puertas, el parabrisas se inclina ahora de 15° hacia atrás. Un año más tarde, en 1918, salió el modelo con tres puertas. 
En el año modelo 1920 se realizan los mayores cambios en el 490, sus líneas pasan a ser curvas en el área del mamparo, dándole un estilo de torpedo y el rendimiento del motor aumentó a 19 Hp.

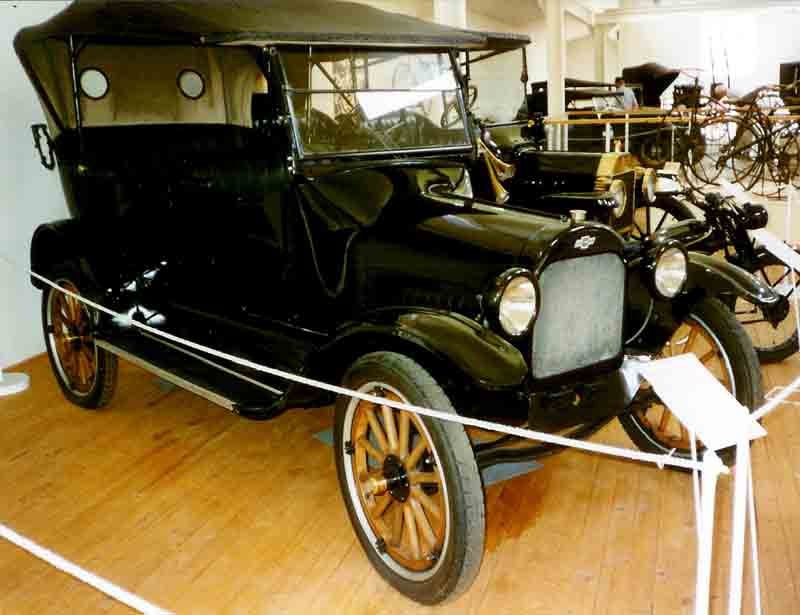
Chevrolet 490 Touring

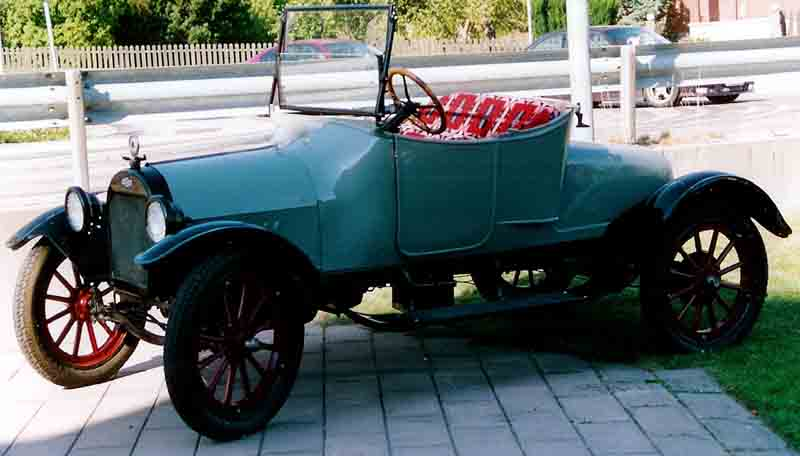
Chevrolet 490 Roadster